# Domitián z Meliténé
Svatý Domitián z Meliténé (latinsky Domitianus, řecky  Δομιτιανός, 564? Anatolie – 602? Konstantinopol) byl byzantský biskup arcidiecéze Meliténé, diplomat a rádce byzantského císaře ve druhé polovině 6. století. Je uctíván jako svatý vyznavač a  jeho svátek se slaví 10. ledna.

## Život
Narodil se patrně roku 564. Byl ženatým mužem, avšak brzy ovdověl. Poté se stal mnichem a žil velmi přísný asketický život. Ve 30. letech byl zvolen biskupem v Meliténé, která byla starověkou legionářskou pevností v římské provincii Kappadokie, dnes na jejím místě stojí město Malatya. Byl velmi moudrý a zapálený hlasatel víry. Jako biskup si rychle získal oblibu u věřících.
Byl povolán za poradce císaře Maurikia, který ho vyslal na několik diplomatických misí. Při misi do Persie k velkokráli Husravovi I. měl v zemi šířit křesťanství. Jeho mise se uskutečnila v období byzantsko-perské války, proto nebyla úspěšná, a Domitián se musel vrátit do Konstantinopole. V letech 587-588 se podílel na mírové dohodě s Austrasií, franský král Childebert II. poslal mírovou smlouvu přímo Domitiánovi.
Je také známo že si dopisoval se svatým Řehořem I. Velikým.
Zemřel asi roku 602 v Konstantinopoli a byl tam pohřben v chrámu Svatých apoštolů. Později bylo jeho ostatky převezeny do Meliténé (dnešní Malatya). Jeho první krátký životopis se objevil v Synaxariu konstantinopolském a poté v Menologiu císaře Basileia II., v němž je na miniatuře vyobrazen, jak vzývá Boha, a dále přenesení jeho ostatků. 
V Martyrologiu Romanu je psáno;
| „ | V Meliténé ve starověké Arménii, svatý Domitián, biskup, který tvrdě pracoval na konverzi Peršanů. | “ |

## Úcta
Bývá vyobrazen stojící s knihou a omoforem, nejčastěji ve skupině byzantských biskupů. 
- Jeho socha je doložena na nejstarším kamenném mostě ve Vídni, společně se sochami sv. Václava, sv. Jana Nepomuckého a bolestné Panny Marie. Byla odstraněna roku 1821.[1]
- V pravoslavné církvi reprezentuje ikonu měsíce ledna.